# Малахово (Андреапольский район)
Малахово  — деревня в Андреапольском районе Тверской области. Входит в Хотилицкое сельское поселение.

## География
Расположена примерно в 11 верстах к западу от села Хотилицы рядом с озером Велия.

## История
В конце XIX - начале XX века деревня Малахово(Малахагино) в Торопецком уезде Псковской губернии.